# TV Verl
Der TV Verl (offiziell: Turnverein von 1912 Verl e. V.) ist ein Sportverein aus Verl im Kreis Gütersloh. Die erste Handballmannschaft der Frauen spielte von 2010 bis 2012 in der 3. Liga und nahm einmal am DHB-Pokal der Frauen teil.

## Geschichte
Der Verein wurde im Januar 1912 als Turnverein Deutsche Jugendkraft Verl gegründet. Zwanzig Jahre später nahm der Verein seinen heutigen Namen an. Mit über 3400 Mitgliedern ist der TV Verl der größte Sportverein im Kreis Gütersloh. Neben Handball bietet der Verein auch Badminton, Basketball, Lauftreff, Leichtathletik, Rhythmische Sportgymnastik, Tischtennis, Triathlon, Völkerball und Volleyball an.

## Handball

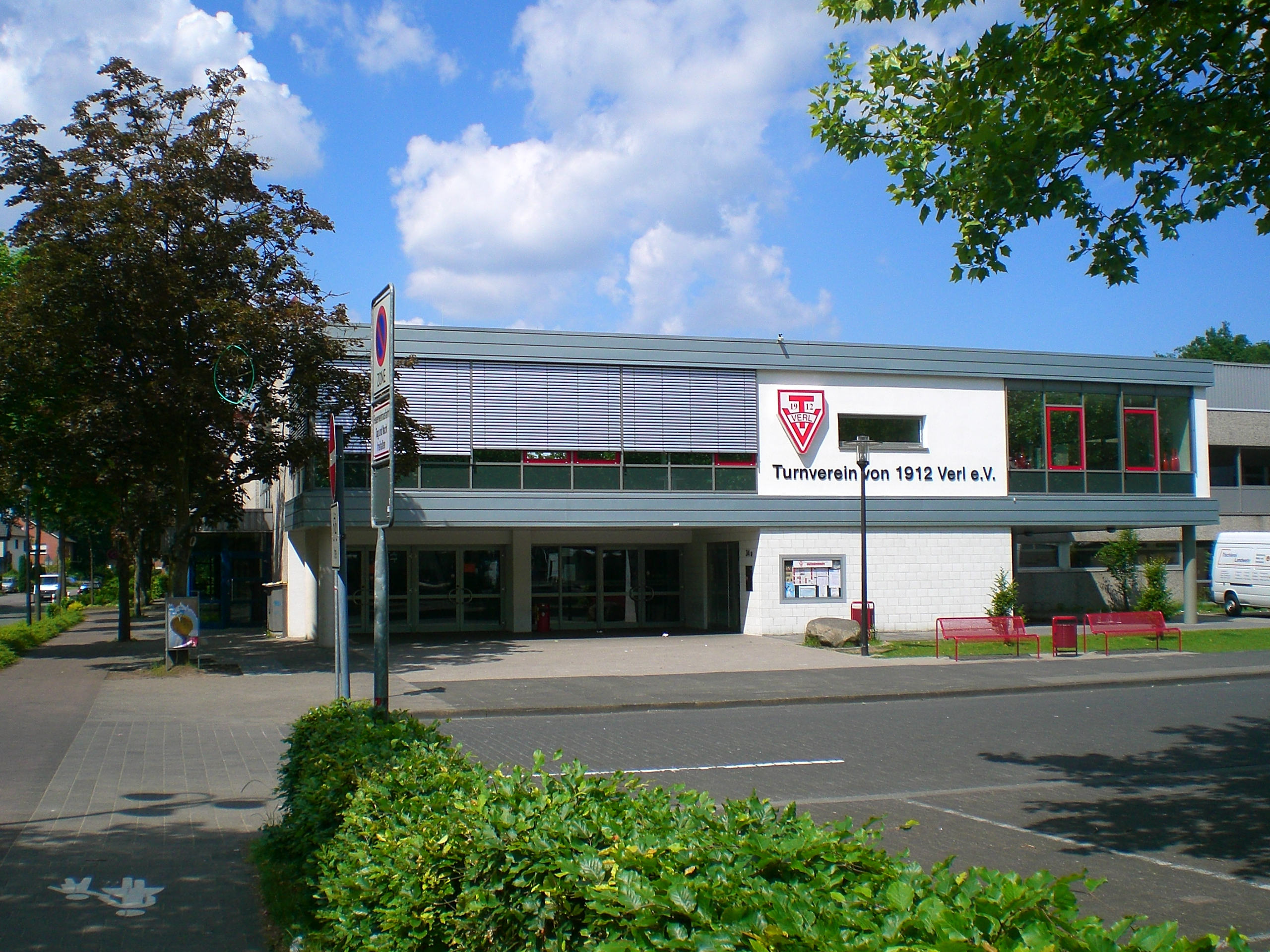
Sporthalle 1

Heimspielstätte der Verler Handballer ist die Sporthalle 1 am Verler Gymnasium mit einer Kapazität von 1000 Plätzen. Insgesamt stehen dem Verein drei Sporthallen zur Verfügung.

### Frauen
Die Handballerinnen des TV Verl stiegen im Jahre 1995 in die Oberliga Westfalen auf und wurden dort auf Anhieb Dritter. Nach einer Vizemeisterschaft hinter dem Königsborner SV in der Saison 2004/05 wurden die Verlerinnen ein Jahr später Meister und stiegen in die Regionalliga West auf. Als Drittletzter mussten die Mannschaft direkt wieder absteigen. Im Jahre 2010 sicherte sich der TV Verl erneut die Meisterschaft der Oberliga Westfalen und stieg in die neu geschaffene 3. Liga auf, wo die Mannschaft der Ostgruppe zugeteilt wurde. Nach dem knappen Klassenerhalt in der Saison 2010/11 wurde die Mannschaft zur folgenden Spielzeit als einige Mannschaft aus Ostwestfalen-Lippe in die Westgruppe versetzt. Am Saisonende ging es wieder runter in die Oberliga Westfalen. Dort wurden die Verlerinnen zwei Jahre später Vizemeister hinter dem ASC 09 Dortmund. In der Saison 2015/16 qualifizierten sich die Verlerinnen für den DHB-Pokal, scheiterten dort aber bereits in der ersten Runde mit 20:28 am Zweitligisten TSV Travemünde. Im Jahre 2023 stieg die Mannschaft in die Verbandsliga ab, die ein Jahr später in Oberliga umbenannt wurde. 2025 verpassten die Verlerinnen aufgrund des schlechteren direkten Vergleiches gegenüber dem Vorwärts Wettringen den Aufstieg in die Regionalliga.

### Männer
Die Männer des TV Verl stiegen im Jahre 2005 in die Verbandsliga Westfalen auf. Zwei Jahre später gelang der Aufstieg in die Oberliga Westfalen, wo die Verler in der Aufstiegssaison 2007/08 den fünften Platz erreichten. Drei Jahre später stieg die Mannschaft als abgeschlagener Tabellenletzter in die Verbandsliga ab und mussten im Jahre 2018 in die Landesliga absteigen. Zwei Jahre später gelang der Wiederaufstieg in die Verbandsliga, die 2024 in Oberliga Westfalen umbenannt wurde. Aus dieser stiegen die Verler im Jahre 2025 ab.
Mit Johnny Dähne, Christoph Dübener und Konstantin Madert spielten drei Spieler mit Zweitligaerfahrung für die Verler.

### Juniorinnen
Die A-Juniorinnen des TV Verl qualifizierten sich für die Saison 2020/21 der A-Juniorinnen Handball-Bundesliga, belegten dort allerdings in ihrer Gruppe den letzten Platz hinter der HSG Bensheim/Auerbach, Borussia Dortmund, HC Gelpe/Strombach und der TSG Ketsch. Auch für die Saison 2021/22 konnten sich die Verlerinnen qualifizieren und trafen dieses Mal auf den HC Leipzig, den TV Aldekerk und den TuS Königsdorf. Erneut belegte die Mannschaft den letzten Platz.

## Badminton
Hans-Georg Fischedick wurde 2006, 2007 und 2008 deutscher Seniorenmeister in der Altersklasse O45.